# Walterswil (Berna)
Walterswil (toponimo tedesco) è un comune svizzero di 554 abitanti del Canton Berna, nella regione dell'Emmental-Alta Argovia (circondario dell'Alta Argovia).

## Storia
Nel 1888-1889 la località di Hubberg, fino ad allora frazione di Ursenbach, fu assegnata ai comuni di Dürrenroth e Walterswil.

## Monumenti e luoghi d'interesse

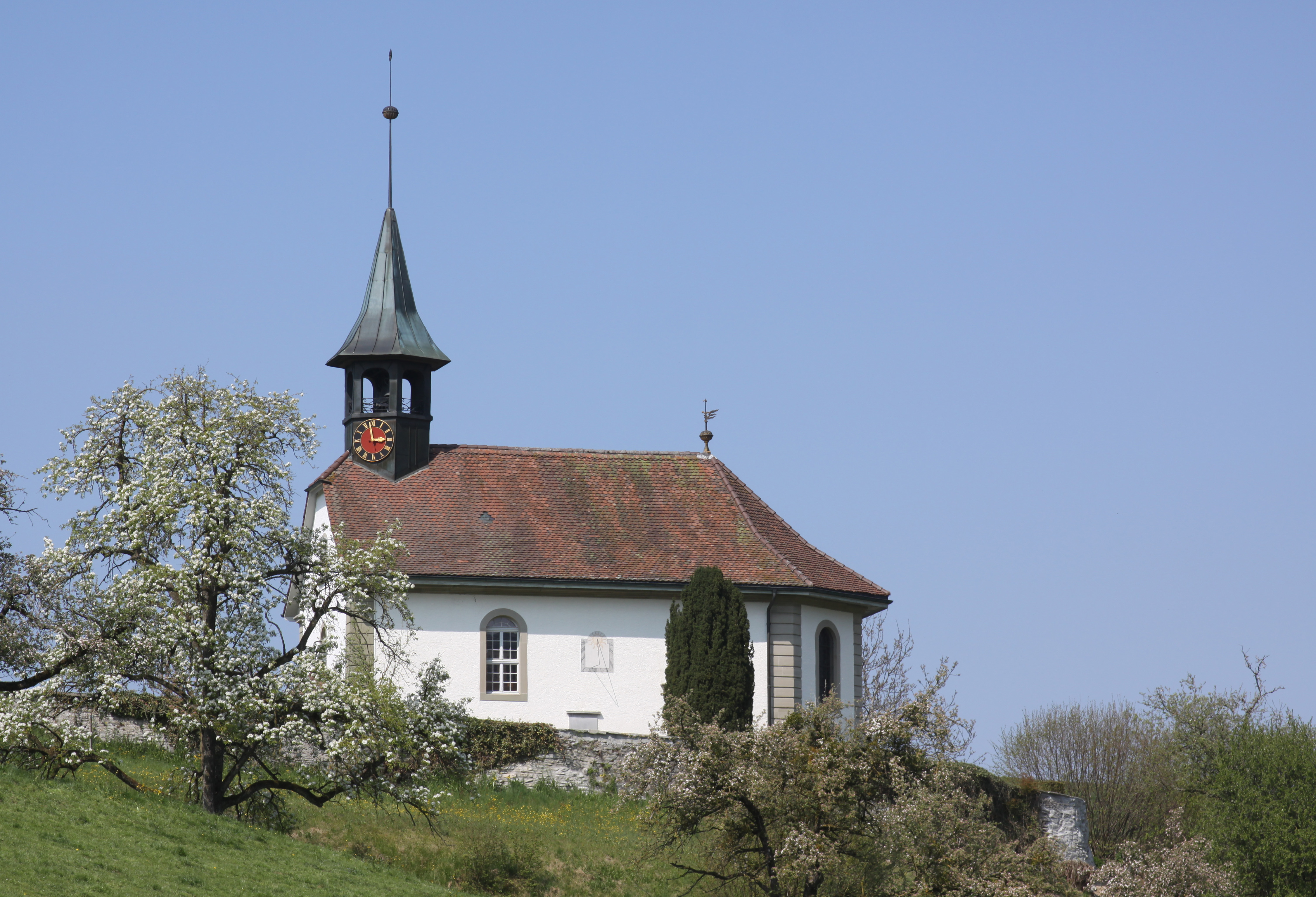
La chiesa riformata

- Chiesa riformata (già di Santa Cecilia), attestata dal 1275 e ricostruita nel 1744-1745[1].

## Società

### Evoluzione demografica
L'evoluzione demografica è riportata nella seguente tabella:
Abitanti censiti

## Amministrazione
Ogni famiglia originaria del luogo fa parte del cosiddetto comune patriziale e ha la responsabilità della manutenzione di ogni bene ricadente all'interno dei confini del comune.